# Dienville
Dienville település Franciaországban, Aube megyében. Lakosainak száma 821 fő (2022. január 1.). Dienville Amance, Brienne-la-Vieille, Radonvilliers, La Rothière és Unienville községekkel határos.

## Népesség
A település népességének változása:
| Lakosok száma | 844  | 781  | 796  | 790  | 922  | 893  | 881  | 873  | 847  | 821  |
|               | 1968 | 1982 | 1990 | 2006 | 2013 | 2015 | 2017 | 2019 | 2020 | 2022 |